# Royal Medical Society

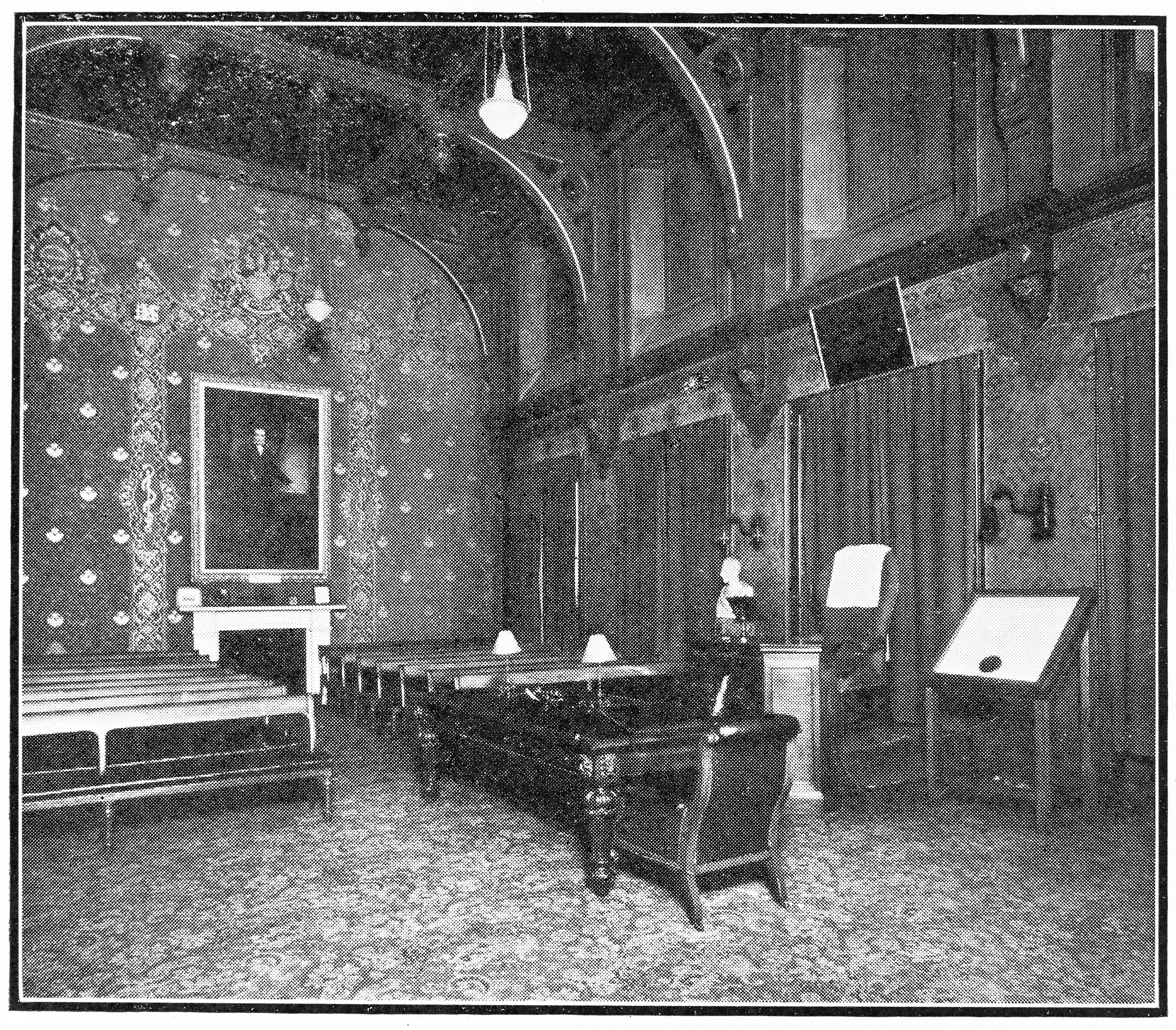
Royal Medical Society, Edinburgh. Halle

Die Royal Medical Society (RMS) ist eine von Studenten der University of Edinburgh Medical School in Schottland geführte Gesellschaft. Sie nimmt für sich in Anspruch, die älteste medizinische Gesellschaft im Vereinigten Königreich zu sein, obwohl dies auch von der Londoner Society of Apothecaries (1617) beansprucht wird. Die RMS ist eine Fachgesellschaft, die sich für die Förderung des medizinischen Wissens und die Unterstützung von Medizinstudenten und medizinischen Experten einsetzt.

## Geschichte
Im Jahr 1737 wurde sie als The Medical Society gegründet. 1778 erhielt sie eine Royal Charter. Ursprung war 1734 eine Gruppe von Studenten, die denselben Körper im Seziersaal der Anatomie sezierten. Dazu gehörten Cleghorn,  Cuming, Russell,  Hamilton, Archibald Taylor und  Kennedy und vielleicht auch  Fothergill. Die Quelle ist ein Brief von  Cuming an  Fothergill aus dem Jahr 1782.
Die RMS verkaufte ihre umfangreiche Bibliothek, die sich im 18. und 19. Jahrhundert angesammelt hatte, 1969 auf drei Auktionen bei Sotheby’s in London. Ein Großteil der Sammlung wurde von der University of Wisconsin-Madison erworben.
Die derzeitige Präsidentin der 286. Sitzung ist die Medizinstudentin Prithi Natarajan.